# Erqi
Erqi (en chino, 二七区; pinyin, Èrqī (escuchar)ⓘ) es un distrito urbano bajo la administración directa de la Prefectura  Zhengzhou en la Provincia de Henan, República Popular China.  Su área es de 154 km² y su población total para 2020 superó el millón de  habitantes. 

## Administración
Desde marzo de 2022, el  Distrito Erqi  se divide en 16 pueblos  administrados  en 15 subdistritos y 1   poblado.

## Toponimia
El topónimo Erqi [/ɐr-chi/] traduce a 2-7, con el significado de febrero 7.
Antes de 1955 el distrito se llamaba Dos o segundo (二区), pero en 1923 se desató la Huelga de trabajadores ferroviarios de Jinghan (京汉铁路大罢工) y el 7 de febrero enfrenta su más violenta escalada conocida como la Tragedia 2-7 (二七惨案) donde Wu Peifu, un jefe militar directo del gobierno de Beiyang, reprimió la huelga de trabajadores dando como saldo 40 muertes, 200 heridos, 60 arrestos y +1000 despidos y en conmemoración a esa fecha el distrito adquirió su nombre.